# Anna Elizabeth Dickinson
Anna Elizabeth Dickinson (Filadelfia, 28 ottobre 1842 – Goshen, 22 ottobre 1932) è stata una docente, scrittrice e oratrice statunitense; sostenitrice dell'abolizione della schiavitù e dei diritti delle donne, la Dickinson è stata la prima donna a tenere un discorso politico davanti al Congresso degli Stati Uniti.
Oratrice di talento già in giovane età, aiutò il Partito Repubblicano nelle combattute elezioni del 1863 e influenzò in modo significativo la distribuzione del potere politico nell'Unione poco prima della Guerra Civile. È stata la prima donna bianca a raggiungere la vetta del Longs Peak, del Lincoln Peak e dell'Elbert Peak in Colorado (a dorso di mulo) ed è stata la seconda a raggiungere la vetta del Pikes Peak.

## Biografia
Dickinson nacque il 28 ottobre 1842 a Filadelfia, in Pennsylvania, da John e Mary Edmundson Dickinson, quaccheri e abolizionisti. I suoi antenati Edmundson e Dickinson immigrarono negli Stati Uniti dall'Inghilterra e con altri quaccheri si stabilirono a Tred Avon, o Third Haven, vicino a Easton, Maryland, intorno al 1660. Aveva tre fratelli maggiori, John, Edwin e Samuel, e una sorella maggiore, Susan.
Il padre della Dickinson morì nel 1844, quando lei aveva due anni, dopo aver tenuto un discorso contro la schiavitù. Rimasta in povertà, Mary aprì una scuola nella loro casa e prese dei pensionanti per sostenere la famiglia. Fu educata alla Friends Select School di Filadelfia e per un breve periodo, fino all'età di 15 anni, alla Westtown School. Studentessa diligente, spendeva tutti i soldi che guadagnava in libri, avendo sviluppato un interesse per i classici della letteratura grazie a sua madre. All'età di 14 anni si convertì alla Chiesa Metodista e rimase attiva nella Chiesa per tutta la vita.

## Carriera

### Primi anni

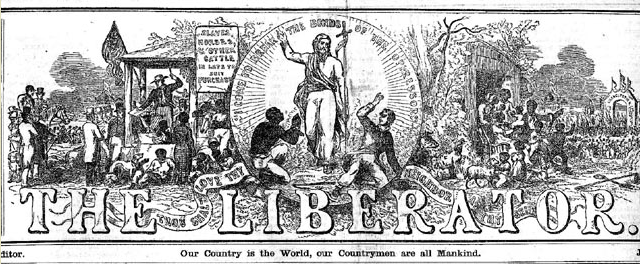
La testata del The Liberator, 1850

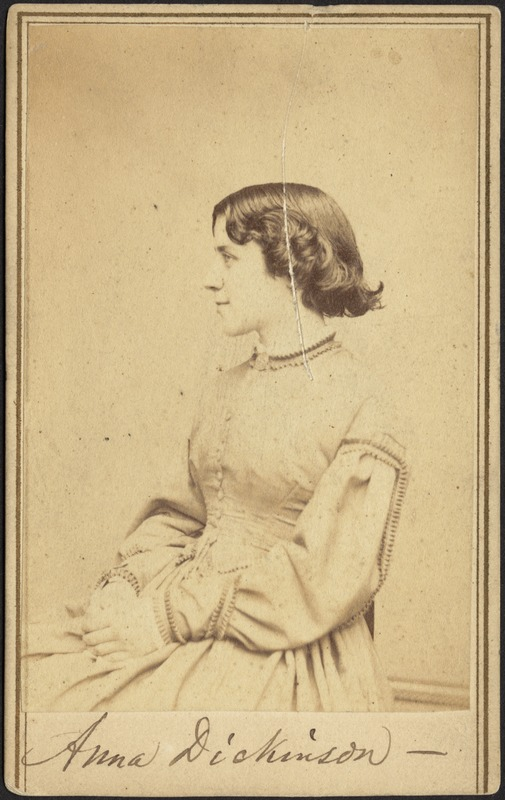
Anna Dickinson, [circa 1859-1870]. Collezione Carte de Visite, Biblioteca Pubblica di Boston.

The Liberator, un giornale di proprietà dell'abolizionista William Lloyd Garrison, pubblicò un saggio il 22 febbraio 1856, sugli abusi subiti da una maestra abolizionista nel Kentucky. Non aveva ancora 14 anni.
Iniziò a lavorare all'età di 15 anni, intorno al 1857, come copista. Nel 1859 e nel 1860 fu insegnante nella Contea di Berks, Pennsylvania, periodo in cui visse con la famiglia di John ed Elizabeth Longstreth a Bristol, Pennsylvania. Nel maggio del 1861 ottenne un impiego presso la Zecca degli Stati Uniti; fu una delle prime impiegate della Zecca. Nel dicembre di quell'anno, fu allontanata per aver detto, durante un incontro pubblico, che le scarse prestazioni del Generale George McClellan nella Battaglia di Ball's Bluff equivalevano a un tradimento.

### Conferenziera
A differenza di altri americani, i quaccheri incoraggiavano le donne a parlare in pubblico. Visitò il paese per conto della Commissione Sanitaria. Incoraggiata a parlare da Lucretia Mott e dalla dottoressa Hannah Longshore, tenne discorsi appassionati sull'abolizione della schiavitù, la ricostruzione, i diritti delle donne e la temperanza. Il suo successo aprì la strada alle future oratrici.
Parlò in pubblico per la prima volta nel 1857, quando si rivolse a un uomo che derideva le donne in un incontro degli Amici del Progresso. In seguito parlò regolarmente di temperanza e abolizione della schiavitù. Nel 1860 a Filadelfia parlò al raduno degli Amici del Progresso alla Clarkson Hall di The Rights and Wrongs of Women (I pro e i contro delle donne) e poi si rivolse alla Pennsylvania Anti-Slavery Society nell'autunno dello stesso anno. Il 27 febbraio 1861, a Filadelfia, tenne il suo primo discorso importante, una discussione di due ore su The Rights and Wrongs of Women. Lucretia Mott, che per decenni aveva tenuto discorsi abolizionisti nelle case di riunione dei quaccheri, si adoperò per vendere 800 biglietti per l'evento alla Concert Hall. La Mott organizzò una serie di conferenze itineranti, sponsorizzate dalla Massachusetts Anti-Slavery Society, per la diciannovenne, che divenne rapidamente un'oratrice popolare. La serie di discorsi contribuì a guidare il movimento per l'emancipazione.
Dopo averla esaminata, Garrison le organizzò un discorso nel 1862 per il corso di conferenze della Palmer Fraternity presso la Boston Music Hall. Soprannominata da Garrison “La giovane oratrice” parlò di The National Crisis. Durante la guerra visitò ospedali e accampamenti per parlare ai soldati. Nel 1862 fece visita ai soldati feriti in guerra e tenne una conferenza sulla “Vita in ospedale” nel New England.
Durante le elezioni del Senato degli Stati Uniti del 1863, con l'intensificarsi della guerra civile, la Dickinson fece campagna per diversi candidati repubblicani filo-unionisti negli Stati di New York, Pennsylvania, New Hampshire e Connecticut, rivolgendosi anche a un pubblico che non sosteneva la guerra. Parlò in modo eloquente e convincente a sostegno della piattaforma antischiavista dei repubblicani radicali e per la salvaguardia dell'Unione. Poco dopo le rivolte contro la chiamata alle armi nella zona, parlò ai minatori della Pennsylvania, convertendo alla causa uomini che in precedenza non avevano sostenuto l'abolizione della schiavitù. Per la sua promozione dell'Unione, fu soprannominata la “Giovanna d'Arco della Guerra Civile”.. Condannò con veemenza i Copperheads e altri democratici. Nel 1863 fu intervistata da Whitelaw Reid, che la sosteneva e spesso scriveva dei suoi discorsi sul New York Tribune.
Quando parlò al Cooper Institute di New York, all'evento parteciparono più di 5.000 persone. Si dice che fosse in grado di “incantare il pubblico per ben due ore. Dava l'impressione di essere sotto un qualche potere magico”.  Nel 1864 ottenne una standing ovation per un appassionato discorso alla Camera dei Rappresentanti degli Stati Uniti. Erano presenti il presidente Abraham Lincoln e i leader civili e militari. Invitata dai leader repubblicani, fu la prima donna a parlare al Congresso.
Dopo la guerra civile rimase per quasi un decennio una delle oratrici di liceo più celebrate della nazione. Guadagnava fino a 20.000 dollari, (equivalenti a 510.757 dollari nel 2024) all'anno, tenendo in media un discorso a giorni alterni,  e donava la maggior parte dei suoi guadagni in beneficenza, ad amici e parenti. Aveva anche una casa a Filadelfia, con costosi oggetti personali, per sua madre e sua sorella.

Ha parlato di ricostruzione, diritti degli afroamericani, diritti delle donne e altre questioni, come le malattie veneree in Between Us Be Truth, e la poligamia nel suo discorso sui “Sepolcri imbiancati” nello Utah. Sebbene invocasse i diritti delle donne, non era una sostenitrice del movimento per il suffragio. Alcune delle sue conferenze del dopoguerra che avevano conseguito un buon successo comprendevano For Yourself e Platform and Stage e parlava spesso di Giovanna d'Arco.
(Mark Twain in una lettera a San Francisco Alta California, 5 aprile 1867.)

L. Schamer, Anna Elizabeth Dickinson, litografia, 1870, tratta da un foglio di Donne rappresentative dell'epoca.

Poiché il pubblico preferiva essere divertito piuttosto che ascoltare lezioni su argomenti seri, e dopo aver fatto una campagna per Horace Greeley, candidato presidenziale democratico nel 1872, la sua carriera di docente declinò. Nel 1873 lei e il suo manager, James Redpath, non andarono più d'accordo e si separarono. Nel 1875 non riusciva più a mantenersi solo con i suoi discorsi. In occasione delle elezioni presidenziali del 1888, tenne un discorso in molti Stati a favore dei repubblicani, durante il quale definì Grover Cleveland il “boia di Buffalo” e agitò vigorosamente una camicia insanguinata. A causa di questa esibizione, smisero di ingaggiarla per i suoi discorsi. I giornali misero in discussione la sua sanità mentale. Nel 1891 i repubblicani intentarono una causa per violazione di contratto e non fu più assunta dal partito.

### Alpinismo
Dato che la sua popolarità come docente stava diminuendo, fu invitata in Colorado da Ralph Meeker. Arrivò in Colorado nel 1873. Nel corso di tre settimane scalò il Pikes Peak, il Mount Lincoln, il Grays Peak e il Mount Elbert, spesso utilizzando cavalli o muli. Si unì al Hayden Survey per una scalata del Longs Peak. La Dickinson sperava che la pubblicità avrebbe rilanciato la sua carriera. Il Boulder County News riportò il dettaglio, all'epoca scandaloso, che la Dickinson aveva indossato i pantaloni per la scalata. Fu la prima donna bianca a raggiungere la vetta del Gray's Peak, del Lincoln Peak e dell'Elbert Peak (a dorso di mulo) e la seconda a raggiungere la vetta del Pike's Peak. Fu la terza donna bianca a scalare il Longs Peak del Colorado, nel 1873, e sicuramente la prima donna famosa a farlo.

### Scrittrice e attrice
Come altra forma di attività, iniziò a scrivere. Pubblicò il romanzo What Answer? (1868), che affrontava i punti di vista negativi sul matrimonio interrazziale. È considerato il suo lavoro più radicale. In A Paying Investment, a Plea for Education (1876) sosteneva la formazione tecnica dei lavoratori, un trattamento migliore per i prigionieri, l'assistenza ai poveri e l'istruzione obbligatoria per tutti i bambini. Scrisse A Ragged Register of People, Places and Opinions nel 1879.
Tra le sue opere teatrali c'è The Crown of Thorns (1876), in cui interpretava il ruolo di Anna Bolena, ma sia l'opera che la sua interpretazione non ottennero un buon successo a New York. Interpretò il ruolo principale in Maria Tudor (1878). Tra le sue opere teatrali figurano Aureliano (1878) e An American Girl (1880), interpretata con successo da Fanny Davenport. Interpretò Amleto a Broadway, ma non ebbe successo di critica come attrice.

## Vita privata

Anna Elizabeth Dickinson, pubblicato nel 1901.

Era amica di Elizabeth Cady Stanton e delle conferenziere quacchere Lucretia Mott e Susan B. Anthony. Nelle sue lettere, la Anthony a volte si rivolgeva alla Dickinson chiamandola “Chickie Dickie”. Benjamin F. Butler, generale e politico della guerra civile, la corteggiò. Rimase suo amico, consulente legale e sostegno economico per molti anni. Una corrispondenza inedita di una donna di nome Ida sembra mostrare almeno un episodio intimo con un'altra donna durante la sua vita, riferendosi alla Dickinson che “tentava [Ida] di baciarle la dolce bocca”, che la storica Lillian Faderman ha incluso nella sua storia della vita lesbica in America. Nel 1870 era la principale fonte di reddito e capofamiglia, insieme alla madre, alla sorella maggiore Susan e a una domestica. Nel 1883 si trasferì a West Pittston, in Pennsylvania, per vivere con la sorella. Negli anni successivi la sua salute iniziò a peggiorare a causa dell'età e di molti anni di povertà. Il 12 maggio 1889 sua madre Mary, di 95 anni, morì a West Pittston, in Pennsylvania. Si dice che fosse stata invalida per anni e che fosse stata accudita dalle sue figlie, la scrittrice Susan e la docente Anna. L'unico figlio ancora in vita di Mary, il reverendo John Dickinson, all'epoca era professore di geologia all'Università della California.

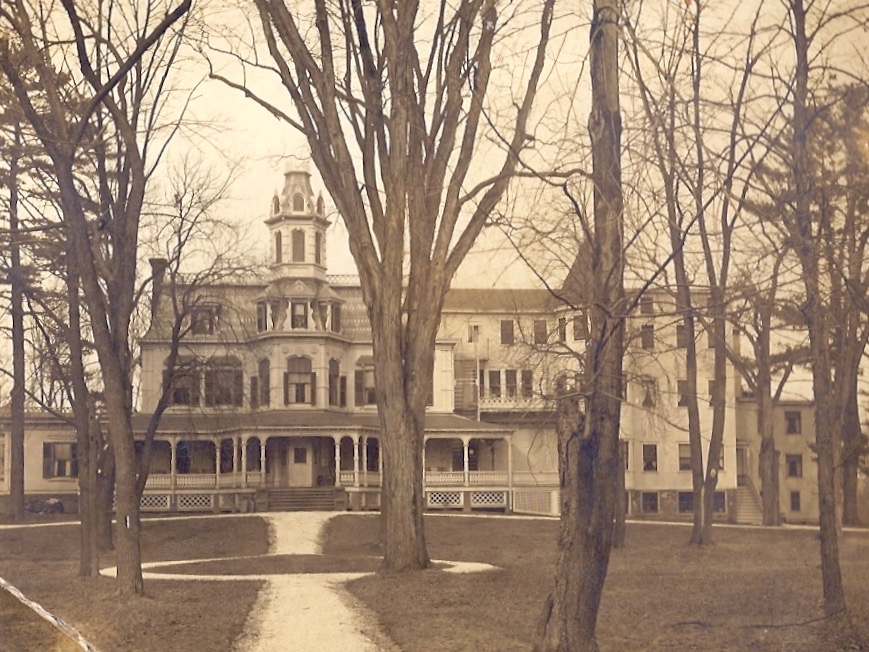
L'edificio principale, la villa Berdell, del sanatorio di Interpines, Goshen, New York.

La Dickinson iniziò a mostrare segni di paranoia nel 1891 e fu ricoverata contro la sua volontà in un ospedale psichiatrico, il Danville State Hospital for the Insane, da sua sorella Susan Dickinson. Fu trasferita in un ospedale privato a Goshen, New York, sotto le cure del dottor Seward e con il sostegno dei suoi amici, almeno in parte a causa delle notizie false riportate dai giornali sulle sue cure. La Dickinson, che fu portata a Danville nel febbraio 1891, rimase presso il sanatorio Interpines e alla fine di agosto di quell'anno teneva già delle conferenze. Avviò delle cause contro i giornali che sostenevano che fosse pazza e contro le persone che l'avevano fatta internare. Dopo lunghe battaglie legali, vinse la causa per rapimento illegale e tre cause per diffamazione nel 1898. Perse molti sostenitori e amici a causa del suo comportamento conflittuale.
Qualche tempo dopo essere stata rilasciata da Danville, visse a Goshen, New York, con George e Sallie Ackley, e continuò a farlo per più di quarant'anni. Dickinson e Sallie Ackley erano amanti, secondo la corrispondenza tra Dickinson e Sallie Ackley e le interviste con George Ackley e le sue sorelle. George disse anche che era una grande bevitrice.
Quando Sallie morì, lasciò 7.000 dollari alla Dickinson, con l'intesa che alla sua morte il resto sarebbe stato lasciato a George. La Dickinson morì nel 1932 di apoplessia cerebrale. Poiché non aveva lasciato testamento, i restanti 6.000 dollari dell'eredità andarono al suo cugino lontano, invece che a George. La Dickinson è sepolta nel cimitero di Slate Hill a Goshen, vicino alla lapide di George e Sallie.

## Eredità e onorificenze
- La Liberty Ship SS Anna Dickinson, risalente alla Seconda guerra mondiale, è stata chiamata così in suo onore.